# Echinopogon phleoides
Echinopogon phleoides är en gräsart som beskrevs av Charles Edward Hubbard. Echinopogon phleoides ingår i släktet Echinopogon och familjen gräs. Inga underarter finns listade i Catalogue of Life.